# Corta Peña del Hierro
La Corta Peña del Hierro fue una explotación minera a cielo abierto situada en el municipio español de Nerva, en la provincia de Huelva, perteneciente a la mina de Peña del Hierro. El principal material mineral que se extraía del yacimiento eran piritas. La explotación del yacimiento vivió su auge entre los siglos XIX y XX. Las dimensiones actuales de la corta son de 218 metros en el eje mayor por 188 metros en el eje menor y 85 metros de profundidad.

## Historia
Desde mediados del siglo XIX se habían realizado diversas labores subterráneas de extracción en la mina de Peña del Hierro. No obstante, a partir de 1883 los trabajos principales se realizaron a través de un sistema de explotación a cielo abierto, mediante el método de «cortas». La etapa de apogeo tuvo lugar durante la primera mitad del siglo XX, bajo gestión de The Peña Copper Mines Company Limited. Se llegó a construir el denominado túnel Santa María para dar salida al mineral extraído en la corta hasta la zona de procesado, aunque con posterioridad esta infraestructura sería empleada para labores de enlace con la red del ferrocarril minero. Los trabajos de extracción en la corta cesaron en 1960, si bien la mina no fue clausurada definitivamente hasta 1972.  
En 1987 la zona pasó a formar parte de los activos de la Fundación Río Tinto. A comienzos de la década de 2000 la antigua explotación minera fue rehabilitada con fines turísticos, como alternativa a la Corta Atalaya ―que por entonces había sido cerrada a los visitantes―. Se habilitó un Centro de Recepción de Visitantes y un circuito de senderismo. El recinto fue abierto al público en 2004, integrado dentro del denominado Parque Minero de Riotinto.

## Galería

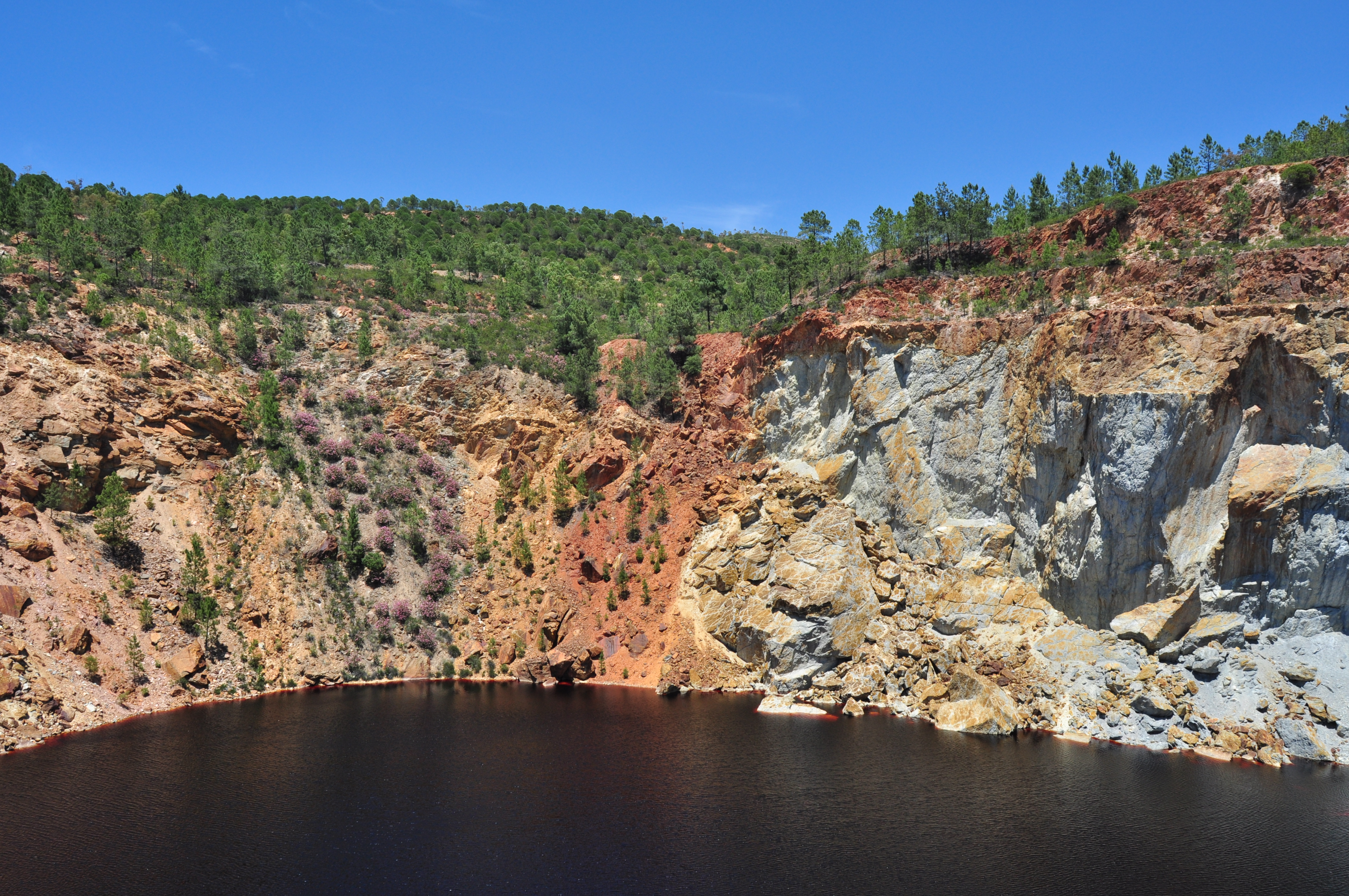
Vista del lago interior de la Corta, en 2015.
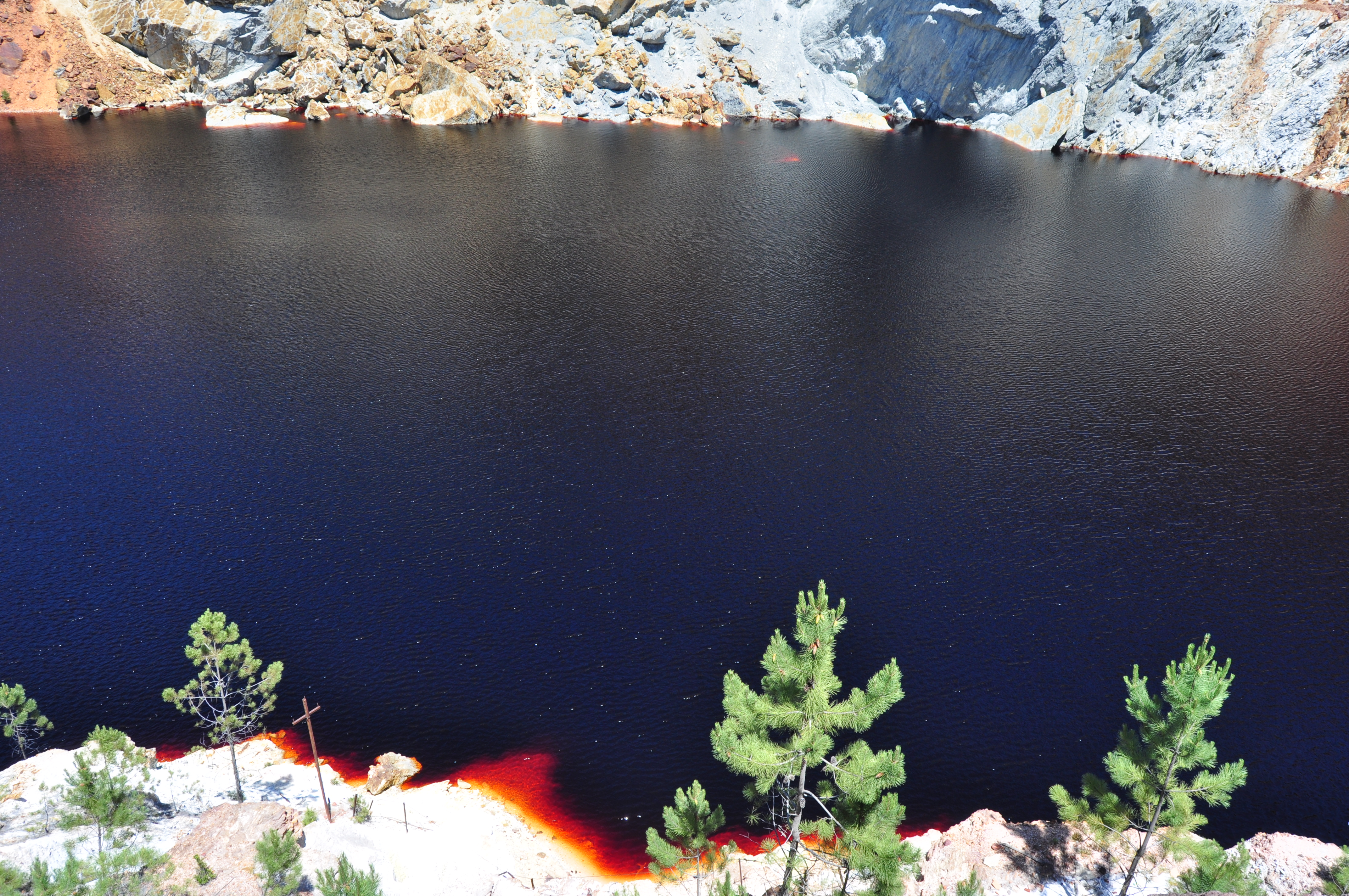
Lago interior, con el habitual tono rojizo.
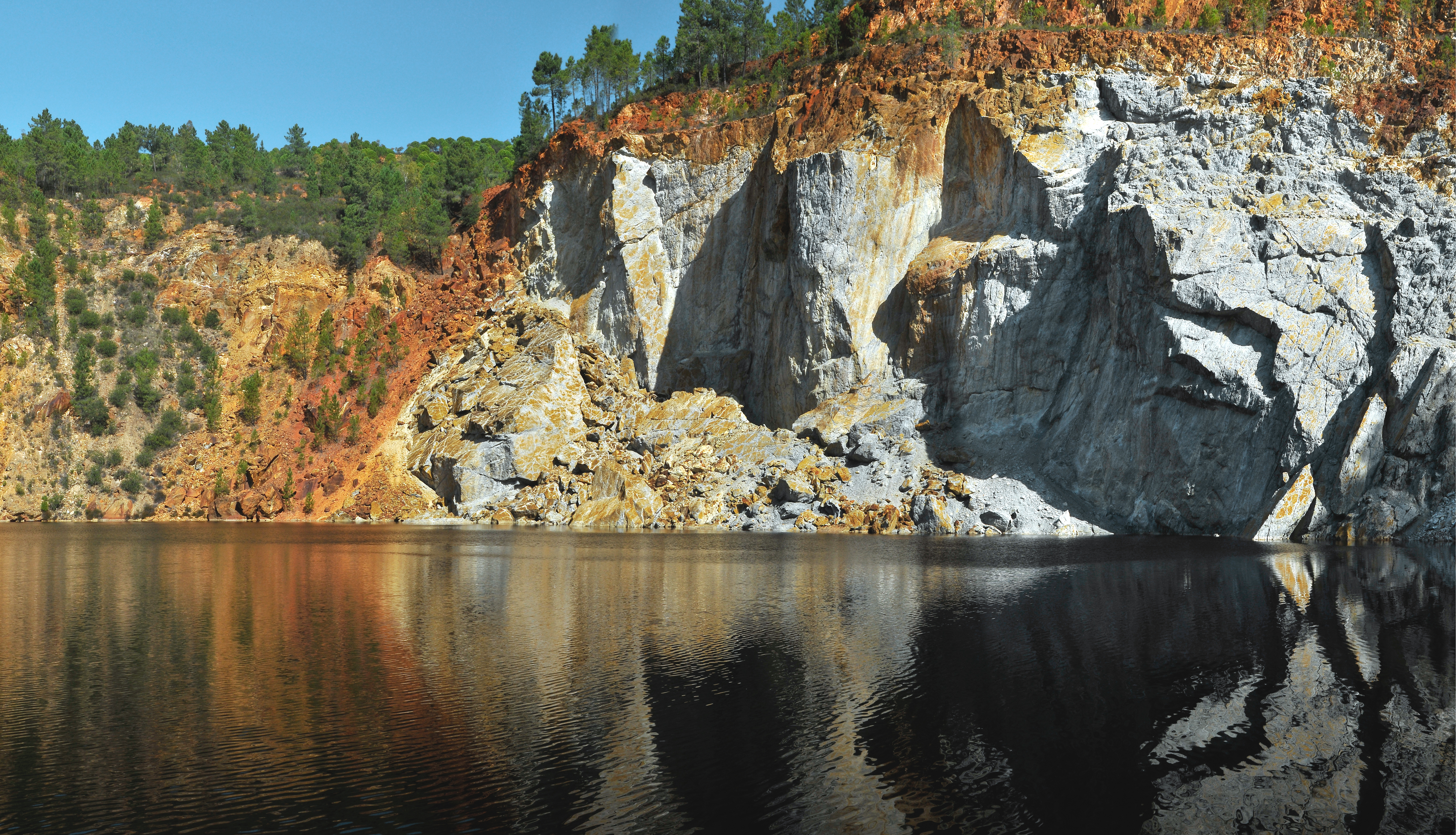
Formaciones rocosas dentro de la Corta de Peña del Hierro, 2014.
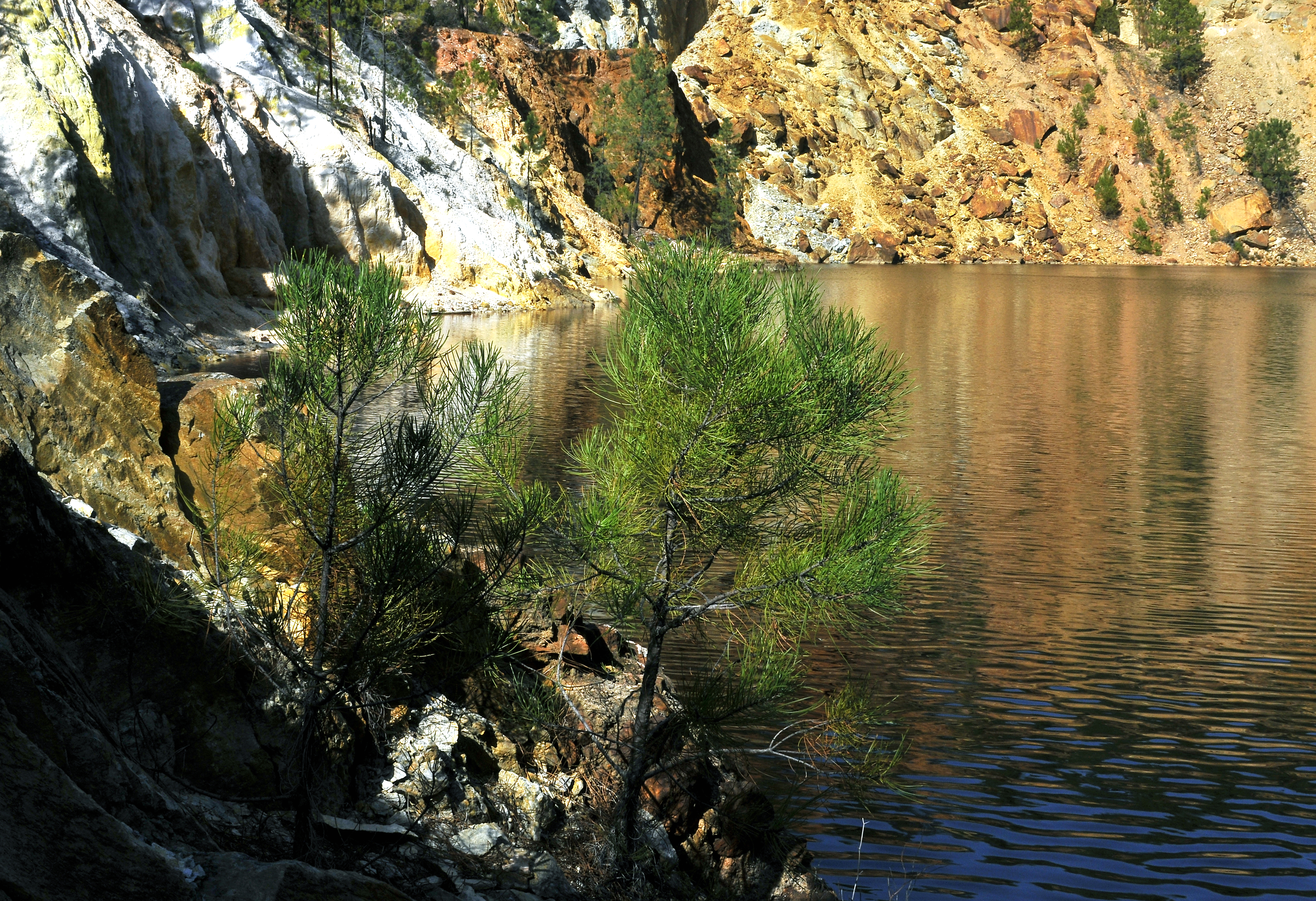
Pinos y vegetación que han germinado en el interior de la corta.